# Julio César Pinheiro
Julio César Pinheiro (født 22. august 1976) er en tidligere brasiliansk fodboldspiller.